# Politics
Politics – drugi album długogrający szczecińskiego zespołu metalowego Quo Vadis. Został on wydany w 1993 roku nakładem Baron Records.

## Lista Utworów[1]
| Nr  | Tytuł utworu                       | Długość |
| --- | ---------------------------------- | ------- |
| 1.  | „Ameryka”                          | 3:21    |
| 2.  | „Politics”                         | 2:27    |
| 3.  | „Z prochu w proch”                 | 2:53    |
| 4.  | „Pretty Woman” (Cover Roy Orbison) | 2:23    |
| 5.  | „Obojętność”                       | 5:15    |
| 6.  | „Anomia”                           | 3:01    |
| 7.  | „Mówisz mi”                        | 3:22    |
| 8.  | „Przyjaciele”                      | 4:03    |
| 9.  | „Zagłaskać na śmierć”              | 2:22    |
| 10. | „Przeznaczenie”                    | 3:03    |
| 11. | „Serce”                            | 3:59    |
| 12. | „Wave”                             | 5:07    |
|     |                                    | 41:16   |

## Twórcy[2]
- Tomasz „Skaya” Skuza – wokal, bass
- Jacek „Dżek” Gnieciecki – gitara
- Mariusz „Bączek” Bączkiewicz – gitara
- Wojciech „Łysy” Słabicki – perkusja